# Ramón Equiazábal
Ramón Eguiazábal Berroa, född 14 april 1896 i Irún, död 1939 i Lyon, var en spansk fotbollsspelare.
Equiazábal blev olympisk silvermedaljör i fotboll vid sommarspelen 1920 i Antwerpen.